# Cheiracanthium unicum
Cheiracanthium unicum là một loài nhện trong họ Miturgidae.
Loài này thuộc chi Cheiracanthium. Cheiracanthium unicum được Friedrich Wilhelm Bösenberg & Embrik Strand miêu tả năm 1906.